# Hofbieber
Hofbieber är en kommun och ort i Landkreis Fulda i Regierungsbezirk Kassel i förbundslandet Hessen i Tyskland. 
De tidigare kommunerna Allmus, Danzwiesen, Elters, Kleinsassen, Langenbieber, Niederbieber, Rödergrund-Egelmes, Traisbach, Wiesen och Wittges uppgick i Hofbieber  31 december 1971.